# 詹姆斯·龐德：BAFTA致敬現場
詹姆斯·龐德：BAFTA致敬現場（James Bond: A BAFTA Tribute）是於2002年皮爾斯·布洛斯南演出的《誰與爭鋒》上映之際，由英國電影和電視藝術學院所舉辦的大型活動，為了紀念詹姆斯·龐德40週年，現場來賓大部分都曾經參與電影的製作，有製片人、演員、工作人員、歌手，齊聚一堂，主持人為麥可·帕金森。

## 現場來賓

### 龐德演員
- 史恩·康納萊
- 喬治·拉贊貝
- 羅傑·摩爾
- 提摩西·達頓
- 皮爾斯·布洛斯南

### 導演
- 路易斯·吉爾伯特
- 約翰·葛倫
- 馬丁·坎貝爾
- 麥可·艾普特
- 李·塔瑪霍瑞

### 龐德女郎
- 烏蘇拉·安德絲
- 雪利·艾頓
- 韓納·碧文
- 簡·西摩
- 穆德·亞當斯
- 露易絲·吉莉斯
- 費歐娜·富勒頓
- 薛瑪花·龐德
- 瑪瑞亞·達波
- 凱莉·洛維爾
- 羅莎蒙·派克
- 哈莉·貝瑞

### 男演員
- 克里斯多福·李
- 朱利安·葛洛佛
- 托比·史蒂芬斯
- 尹瑞克
- 科林·薩蒙
- 李察·基爾
- 文森特·斯卡維利
- 羅勃·卡萊爾
- 湯姆·瓊斯

### 女演員
- 卡羅琳·蒙羅
- 洛伊絲·麥克斯韋
- 茱蒂·丹契

### 製作人員
- 麥克·威爾森
- 約翰·巴瑞
- 彼得·拉蒙
- 喬治·馬丁
- 芭芭拉·柏考利
- 肯·亞當
- 大衛·阿諾德

### 歌手
- 雪莉·貝西

### 家屬
- 基利·沙亞·史密斯(皮爾斯布洛斯南之妻)

## 外部連結
- 互联网电影数据库（IMDb）上《James Bond: A BAFTA Tribute》的资料（英文）